# Armando Agurto
Armando Agurto (Callao, Perú, 8 de abril de 1920- 11 de enero de 2017). Fue un futbolista peruano que jugaba como puntero izquierdo. Fue campeón con Sport Boys Association en el Campeonato Peruano de Fútbol de 1942, y campeón con el Club Atlético Chalaco en el Campeonato Peruano de Fútbol de 1947.También fue parte de la Selección de fútbol del Perú en el Campeonato Sudamericano 1942.

## Trayectoria
Fue campeón con Sport Boys. y jugó por 2 temporadas con Atlético Chalaco.

## Clubes
| Club              | País | Temporada |
| ----------------- | ---- | --------- |
| Social San Carlos | Perú | 1938-1940 |
| Sport Boys        | Perú | 1941-1945 |
| Atlético Chalaco  | Perú | 1946-1948 |
| Jorge Chávez      | Perú | 1950-1951 |
| San Lorenzo       | Perú | 1952      |
| KDT Nacional      | Perú | 1954-1955 |

## Selección nacional
Fue internacional con la selección de fútbol del Perú en solo una ocasión.

### Participaciones en Copa América
| Copa                         | Sede    | Resultado |
| ---------------------------- | ------- | --------- |
| Campeonato Sudamericano 1942 | Uruguay | Quinto    |

## Palmarés

### Campeonatos nacionales
| Título           | Club                   | País | Año  |
| ---------------- | ---------------------- | ---- | ---- |
| Primera División | Sport Boys Association | Perú | 1942 |
| Primera División | Club Atlético Chalaco  | Perú | 1947 |